# 이탈리아 U-21 축구 국가대표팀
이탈리아 U-21 축구 국가대표팀(이탈리아어: Nazionale Under-21 di calcio dell'Italia)은 이탈리아를 대표하는 21세 이하 축구 국가대표팀으로 스페인과 함께 UEFA 유러피언 U-21 챔피언십 최다 우승 보유국이다.
1976년 UEFA의 유소년 대회가 개편되면서 생겨났다. 1990년까지는 성적이 좋지 않지만 그 이후로는 7번의 대회에서 5번을 우승하는 저력을 보여줬다. 2000년 대회에서는 슬로바키아, 2004년에는 독일 등을 결승전에서 꺽었다. 2006년에는 포르투갈에게 패하며 예선탈락했다.
U-21 대표팀은 새롭게 지어진 웸블리 스타디움에서 2007년에 잉글랜드 U-21를 상대로 경기를 치렀고, 잠파올로 파치니가 세 골을 기록하며 3:3 무승부로 끝났다.
2008년 하계 올림픽을 앞두고 이탈리아 U-21 대표팀은 2008 툴롱 토너먼트에 참가하여 칠레를 상대로 1:0 승리하며, 이 대회 참가한 이후 처음이자 마지막 우승을 했다.
2009년에 참가하여 준결승에서 탈락했다.

## UEFA U-23 축구 선수권 대회 기록
1976년에 규정이 바뀌기 전에는 U-21이 없었으므로 U-23 기록을 포함함.
- 1972년: 조별 예선 탈락. 3팀중 2위.
- 1974년: 4강 탈락.
- 1976년: 조별 예선 탈락. 3팀중 2위.

## UEFA U-21 축구 선수권 대회 기록
- 1978년: 8강
- 1980년: 8강
- 1982년: 8강
- 1984년: 4강
- 1986년: 준우승
- 1988년: 8강
- 1990년: 4강
- 1992년: 우승
- 1994년: 우승
- 1996년: 우승
- 1998년: 지역 예선전 탈락
- 2000년: 우승
- 2002년: 4강
- 2004년: 우승
- 2006년: 조별 예선 탈락
- 2007년: 조별 예선 탈락, 올림픽 진출권 플레이오프 승자
- 2009년: 4강
- 2011년: 지역 예선전 탈락
- 2013년: 준우승
- 2015년: 조별 예선 탈락
- 2017년: 준결승
- 2019년: 조별 예선 탈락
- 2021년: 8강
- 2023년: 조별 예선 탈락

## 올림픽 기록
규정이 바뀌기 전 기록을 포함함.
- 1992년 이전: 이탈리아 축구 국가대표팀 보기
- 1992년: 8강
- 1996년: 조별 예선 탈락
- 2000년: 8강
- 2004년: 동메달
- 2008년: 8강
- 2012년: 지역 예선 탈락
- 2016년: 지역 예선 탈락
- 2020년: 참가 확정

## 지중해 경기 대회 기록
1993년과 1997년 기록은 U-23 대표팀 기록.
- 1993년: 4위
- 1997년: 금메달
- 2001년: 은메달
- 2005년: B 팀으로만 참가

## 역대 감독
- 1976–1986: 아첼리오 비치니
- 1986–1996: 체사레 말디니
- 1996–1998: 로사노 잠팔리아
- 1998–2000: 마르코 타르델리
- 2000–2006: 클라우디오 젠틸레
- 2006–2010: 피에를루이지 카시라기
- 2010–2012: 치로 페라라
- 2012–2013: 데비스 만지아
- 2013–현재: 루이지 디 비아조

## 같이 보기
- 이탈리아 축구 국가대표팀
- UEFA U-21 축구 선수권 대회